# Shakti Kapoor
Pour les articles homonymes, voir Kapoor.
Shakti Kapoor est un acteur et comédien indien qui travaille dans les films de Bollywood. Il est né le 3 septembre 1952 à Delhi, en Inde. Il est connu pour ses rôles méchants et comiques dans les films hindi. Il a joué dans plus de 600 films,.

## Débuts de carrière
Shakti Kapoor a fait ses débuts d'acteur en 1976 avec le film Dard. Il a ensuite joué dans une série de films de Bollywood, principalement dans des rôles de méchant. Il a joué dans des films tels que Khoon Bhari Maang (1988), Ghayal (1990), Mohra (1994) et Raja Hindustani (1996).

## Rôles comiques
Dans les années 1990, Shakti Kapoor a commencé à jouer des rôles comiques. Il a été nommé pour le Filmfare Award du meilleur acteur de comédie pour son rôle dans le film Raja Babu (1994). Il a également joué des rôles comiques dans des films tels que Andaz Apna Apna (1994), Baap Numbri Beta Dus Numbri (1997), ChaalBaaz (1998) et Bol Radha Bol (2002).

## Vie privée
Shakti Kapoor est marié à l'actrice  Shivangi Kolhapure. Ils ont deux enfants, l'actrice Shraddha Kapoor et l'acteur Siddhanth Kapoor (en).

## Filmographie partielle

### Au cinéma
- 2019 : Lucifer de Prithviraj Sukumaran :  Sanghani (apparition en tant qu'invité)